# Toporów (województwo wielkopolskie)
Toporów – wieś w Polsce położona w województwie wielkopolskim, w powiecie pleszewskim, w gminie Gizałki.
W latach 1975–1998 miejscowość położona była w województwie kaliskim.